# Straight to Hell (canción de The Clash)

Logotipo de la canción.

"Straight to Hell" es una canción del grupo de punk británico The Clash, de su álbum Combat Rock.

## Escritura y Grabación
"Straight to Hell" fue escrita y grabada hacia el final de las sesiones de grabación de The Clash en Nueva York para el álbum Combat Rock. 
Joe Strummer reflexionó sobre este proceso creativo en un artículo de 1991 sobre la pista:
Escribí la letra quedándome despierto toda la noche en el Hotel Iroquois. Fui a Electric Lady y puse la voz en una cinta, terminamos alrededor de las doce menos veinte de la noche. Cogimos el tren E desde Village hasta Times Square. Nunca olvidaré haber salido de la salida del metro, justo antes de la medianoche, y chocar con cien mil millones de personas, y supe que habíamos hecho algo realmente grandioso.

## Significado de las letras
"Straight to Hell" ha sido descrita por Pat Gilbert como saturado por una "melancolía y tristeza colonial".
Como muchas canciones de The Clash, la letra de "Straight to Hell" denuncia la injusticia. El primer verso se refiere al cierre de acerías en el norte de Inglaterra y al desempleo que abarca generaciones, también considera la alienación de los inmigrantes que no hablan inglés en la sociedad británica.
El segundo verso se refiere al abandono de niños en Vietnam que fueron engendrados por soldados estadounidenses durante la Guerra de Vietnam. Se utiliza la frase "Amerasian Blues", refiriéndose a un niño Amerasian con un padre estadounidense ausente, "papa-san". El niño tiene una fotografía de sus padres y le ruega a su padre que lo lleve a su casa en Estados Unidos. La alegación del niño es rechazada. "-San" es un honorífico japonés en lugar de vietnamita, pero fue utilizado por las tropas estadounidenses en Vietnam que se referían a hombres y mujeres vietnamitas, especialmente hombres y mujeres mayores, como "mama-san" o "papa-san".
Cuando Strummer canta sobre un "Cóctel Molotov" arrojado a inmigrantes puertorriqueños en Alphabet City como un mensaje para alentarlos a que se vayan, se está refiriendo al incendio provocado que reclamó edificios ocupados por comunidades de inmigrantes, especialmente puertorriqueños, antes de que el área fuera sujeta a gentrificación.

## Estilo Musical
La canción tiene un toque de tambor distintivo. "No podrías tocar rock 'n' roll. Básicamente es una Bossa Nova". dijo Topper Headon. Joe Strummer ha dicho "Justo antes de la toma, Topper me dijo" Quiero que toques esto "y me entregó una botella de limonada R Whites en una toalla. Me dijo" Quiero que toques el bombo con ella ".

## Versión Alternativa
La versión de Combat Rock de la canción tuvo una duración de 5:30 minutos. Esta versión fue editada de la pista original, que duró casi 7 minutos. La pista original contó con letras adicionales y una parte de violín más prominente.
La decisión de editar la canción de 7:00 a 5:30 fue parte de las primeras sesiones de mezcla de 1982 en las que The Clash y Glyn Johns editaron Combat Rock de un álbum doble de 77 minutos a un álbum sencillo de 46 minutos.
La versión completa y sin editar de "Straight to Hell" se puede encontrar en las cajas de The Clash on Broadway y Sound System.

## Personal
- Joe Strummer - voz
- Mick Jones - guitarras, teclados y efectos de sonido
- Topper Headon - batería
- Paul Simonon - bajo